# Старе Место (Братислава)
Старе Место (слч. Staré Mesto) је градска четврт Братиславе, у округу Братислава I, у Братиславском крају, Словачка Република.

## Становништво
Према подацима о броју становника из 2011. године градско насеље је имало 38.788 становника.